# Ana Terra
Ana Maria Terra Borba Caymmi, bekannt als Ana Terra (* 20. Mai 1950 in Rio de Janeiro), ist eine brasilianische Liedtexterin, Komponistin, Schriftstellerin und Produzentin.

## Leben
Einen großen Erfolg hatte sie mit der romantischen Ballade Amor meu grande amor.
Ana Terras Liedtexte gelten als sehr einfühlsam. Sie wurde von vielen großen brasilianischen Künstlern wie Nana Caymmi, Emílio Santiago, Maria Bethânia und Marina Lima interpretiert. Im Jahr 1977 hatte Terra mehrere ihrer Kompositionen mit Danilo Caymmi auf seiner LP Cheiro Verde bei ihrem independent Label Ana Terra Produções veröffentlicht, einen besonderen Part nahm Milton Nascimento in dem Lied Lua do meio-dia. Nascimento nahm 1978 auch das Lied Meu menino auf seiner LP auf, die beim Label Clube do Esquina 2 erschien. Elis Regina nahm Essa mulher als Titeltrack für ihr bei WEA Records veröffentlichtem Album.
1980 nahm Joyce Moreno Ana Terras Essa mulher in ihr Album Feminina auf und ließ 1981 auf ihrer LP Água e Luz die Songs Banho-Maria und Mais uma vez mais uma voz folgen. Amor, Meu Grande Amor wurde von Angela Rô Rô und der Band Barão Vermelho in den 1980er Jahren aufgenommen.
Terra hatte sich auch Liedern für Kinder zugewandt. 1995 wurde A dois von Fátima Guedes zusammen mit Sueli Costa auf der CD Grande Tempo aufgenommen. Von Francis und Olívia Hime eingeladen, schrieb Terra die Texte für zwei Lieder der Komponistin Chiquinha Gonzaga für ein Widmungsalbum. Ebenso veröffentlichte Lisa Ono 1997 auf der CD Essência die Lieder Me leva und Me nina.

## Songs (Auswahl)
Bisher wurden an die 200 Musikwerke von Terra mit bekannten brasilianischen Interpreten aufgenommen:
| Liedtitel                 | Sänger, Interpret                |
| ------------------------- | -------------------------------- |
| A dois                    | Sueli Costa                      |
| Adoçar                    | Gilson Peranzetta                |
| Água de cheiro            | Danilo Caymmi                    |
| Algodão                   | Danilo Caymmi                    |
| Amor meu grande amor      | Ângela Rô Rô                     |
| Antigamente               | Danilo Caymmi                    |
| Aperta outro              | Danilo Caymmi                    |
| Baião do bão              | Arnaldo Pereira                  |
| Banho-Maria               | Joyce                            |
| Cama de casal             | Tunai                            |
| Cena de natal             | Joyce                            |
| Cheiro verde              | Danilo Caymmi                    |
| Contra o vento            | Danilo Caymmi                    |
| Da antiga                 | Danilo Caymmi                    |
| Da cor brasileira         | Joyce                            |
| Da mesma natureza         | Zé Renato                        |
| Dançarina do ar           | Joyce                            |
| De Deus                   | Vinícius Cantuária               |
| De onde nasce a luz       | Vinícius Cantuária               |
| Deixa rolar               | Sônia Burnier                    |
| Direito à vida            | Elton Medeiros                   |
| Diz a ela                 | Lisa Ono                         |
| É só uma canção           | Milton Nascimento                |
| Ensaios de amor           | Marina Lima                      |
| Entre nós                 | Filó Machado                     |
| Essa mulher               | Joyce                            |
| Estrelazinha              | Tunai                            |
| Forró na forma            | Arnaldo Pereira                  |
| Gênese                    | Chiquinha Gonzaga                |
| Golpe de amor             | Joyce                            |
| Guardados                 | Joyce                            |
| Juliana                   | Danilo Caymmi                    |
| Lado do avesso            | Joyce                            |
| Lenda lá                  | Vinícius Cantuária               |
| Lua do meio-dia           | Danilo Caymmi                    |
| Luz do chão               | Joyce                            |
| Mãe e filha               | Elton Medeiros; auch: Zizi Possi |
| Mais natural              | Zé Luiz Mazziotti (Zéluis)       |
| Mais que perfeito         | Sônia Burnier                    |
| Mais uma vez mais uma voz | Joyce                            |
| Mão fria coração quente   | Nando Cordel (Nando)             |
| Mel com caroço            | Lourenço Baeta                   |
| Meu menino                | Danilo Caymmi                    |
| Minha dor                 | Danilo Caymmi                    |
| No ar                     | Gilson Peranzzetta               |
| No meu quarto             | Léo Jaime                        |
| Nossa dança               | Danilo Caymmi                    |
| O dia anterior            | Zeca Barreto                     |
| O nosso amor              | Danilo Caymmi                    |
| O que arde cura           | Natan Marques; auch: Célia       |
| Os dois                   | Lisa Ono                         |
| Ouro Preto                | Tunai                            |
| Passageiro                | Nelson Angelo                    |
| Pé sem cabeça             | Danilo Caymmi                    |
| Pessoas diversas          | Danilo Caymmi                    |
| Pra sempre                | Flávio Venturini                 |
| Procê                     | Joyce                            |
| Raiz                      | Chico Lessa                      |
| Reflexo                   | César Camargo Mariano            |
| Revés                     | Chiquinha Gonzaga                |
| Sai dessa                 | Natan Marques                    |
| Sal com doce              | Mú Carvalho                      |
| Samba pro Marcinho        | Chico Lessa                      |
| São Francisco             | Danilo Caymmi                    |
| Sem parar                 | Novelli                          |
| Sotaque                   | Sivuca                           |
| Tudo certo                | Zé Renato                        |
| Vai ficar no ar           | Gilson Peranzzetta, João Cortez  |
| Vem Gabriel               | Mú Carvalho                      |

## Diskografie
- 1984 Histórias do céu e da terra, Philips/PolyGram, LP
- 2002 Reunião – O Brasil dizendo Drummond, Selo Luz da Cidade, CD

## Dichterisches Werk
- Letras e Canções. 1981 (Liedertexte, Gedichte)
- Estrela. 1995 (Prosa)